# Ode à un rossignol
Vous lisez un « article de qualité » labellisé en 2018.  Il fait partie d'un « thème de qualité ».
L'Ode à un rossignol (Ode to a Nightingale en anglais) est un poème de John Keats écrit en mai 1819. II fait partie de la série dite des six « Odes de 1819 » qui sont publiées dans les Annales des Beaux-arts pour la première fois au mois de juillet 1920. À la différence de nombre de ses poèmes précédents, il s'écarte du ton optimiste de la recherche du plaisir, et explore les thèmes de la nature, du passage (transience en anglais) et de la mortalité, ce dernier aspect particulièrement prégnant chez le poète.
Le rossignol décrit par Keats fait l'expérience d'une sorte de mort sans pour autant mourir puisque, oiseau-chanteur, il réussit à vivre à travers son chant, destin dénié aux humains. Le poème finit par reconnaître que le plaisir ne saurait être éternel et que la mort, qui fait partie de la vie, est inévitable. Dans son ode, Keats s'imagine perdre contact avec le monde matériel et se voit mort, comme une motte de terre (sod en anglais) sur laquelle chante l'oiseau. L'intensité du contraste entre ce « rossignol immortel » et l'homme mortel s'accentue par un sursaut de l'imagination bien lisible dans le texte.
Beaucoup de critiques encensent l'Ode à un rossignol pour les thèmes qu'elle aborde, mais lui reprochent sa mollesse de structure, plusieurs digressions l'écartant de son idée phare. Quoi qu'il en soit, comme toutes les grandes odes de Keats, le poème compte parmi les plus beaux et les plus réussis de la langue anglaise et, de ce fait, a régulièrement les honneurs des anthologies.

## Contexte et genèse

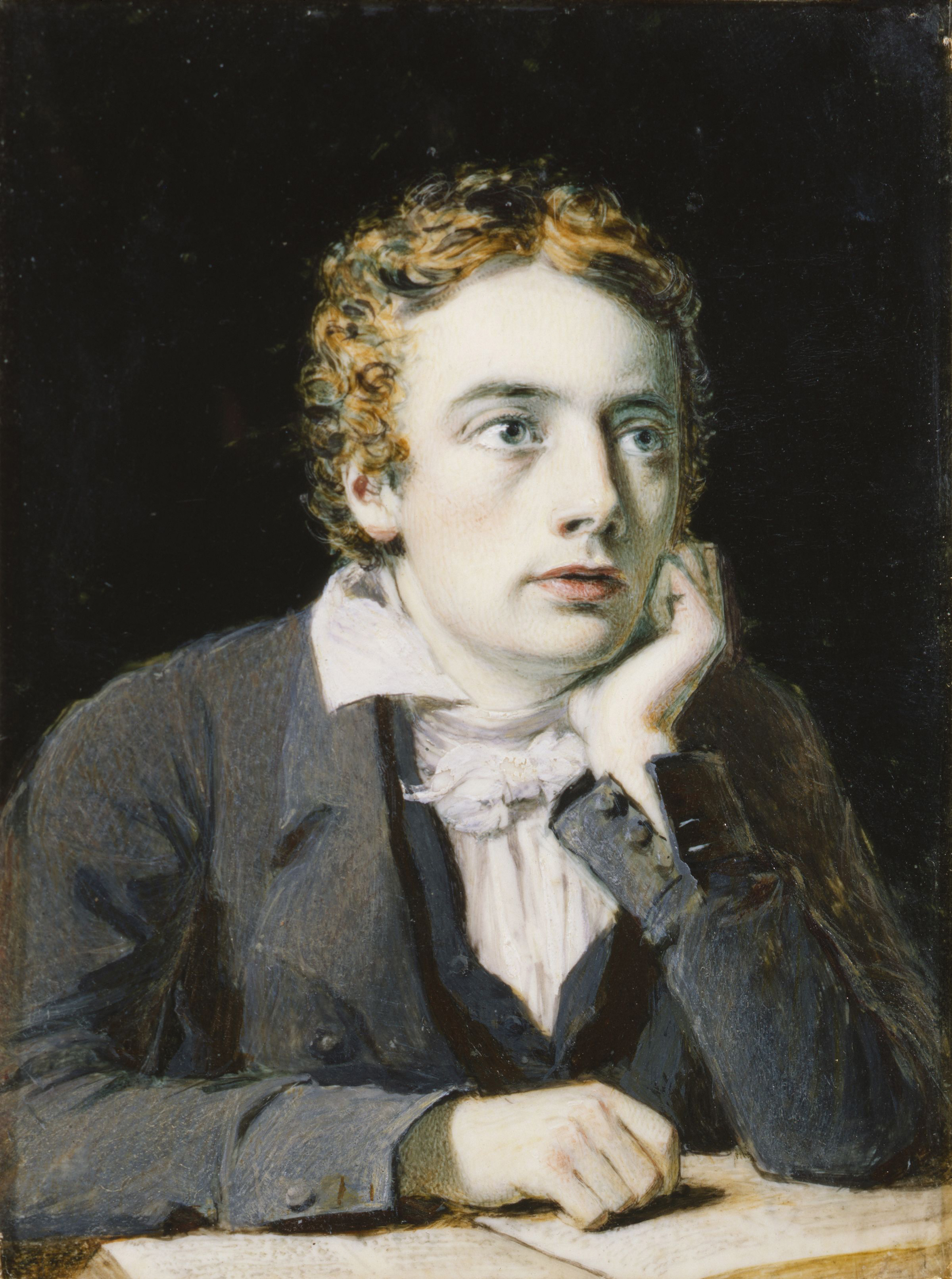
John Keats en 1819, par son ami Joseph Severn.

Au printemps 1819, John Keats quitte son poste de chirurgien assistant au Guy's Hospital de Southwark (/'sʌðək/) à Londres, pour se consacrer uniquement à la poésie. À l'époque, il a vingt-trois ans et est aux prises avec de sérieuses difficultés financières, encore aggravées par les demandes de son frère cadet George qui, émigré outre-Atlantique, sollicite son aide. D'après Jonathan Bate, ces difficultés matérielles peuvent avoir contribué à sa décision d'écrire et de publier.
C'est ainsi qu'il compose Ode à Psyché, Ode sur une urne grecque, Ode sur l'indolence, Ode sur la mélancolie, Ode à un rossignol et Ode à l'automne (en anglais To Autumn). Ces odes sont transcrites par Charles Armitage Brown, puis plus tard présentées à l'éditeur Richard Woodhouse. La date exacte de composition reste inconnue : seule la mention « mai 1819 » figure sur les cinq premières, la sixième datant de septembre. Si l'ensemble — Ode à l'automne non comprise — partage la même structure formelle et la même thématique, rien ou presque au sein de cette unité ne laisse deviner l'ordre dans lequel chacune d'elles a été composée.
Cependant, la critique s'accorde pour voir en l'Ode à Psyché la première de la série et — dates obligent — l'Ode à l'automne la dernière. Quelque part entre les deux se glisse l'Ode à un rossignol. À considérer les conditions météorologiques exceptionnelles et les similarités reliant les images du poème à celles d'une lettre adressée à Fanny Brawne le 1er mai, on peut en déduire qu'elle est écrite entre le 26 avril et le 18 mai 1818. Quoi qu'il en soit, les amis voisins de Keats ont des avis qui diffèrent quant au lieu où elle voit le jour. Charles Armitage Brown, qui loge Keats, déclare que l'épisode se passe à Wentworth Place, sa maison de Hampstead, sous un prunier du jardin qui n'a pas survécu, mais a depuis été remplacé par d'autres de la même espèce. Il ajoute que Keats la rédige en une seule matinée :
« In the spring of 1819 a nightingale had built her nest near my house. Keats felt a tranquil and continual joy in her song; and one morning he took his chair from the breakfast-table to the grass-plot under a plum-tree, where he sat for two or three hours. When he came into the house, I perceived he had some scraps of paper in his hand, and these he was quietly thrusting behind the books. On inquiry, I found those scraps, four or five in number, contained his poetic feelings on the song of the nightingale. »
« Au printemps 1819, un rossignol a établi son nid près de ma maison. Keats éprouvait à son chant une joie tranquille et continuelle ; et une matinée, il prit sa chaise de la table à déjeuner, et l'emporta sur un carré de pelouse situé sous un prunier où il resta assis deux ou trois heures. Quand il revint à la maison, je m'aperçus qu'il avait quelques feuillets à la main qu'il rangea brusquement derrière des livres. En cherchant, je trouvai ces brouillons, au nombre de quatre ou cinq, contenant ses sentiments poétiques sur le chant du rossignol. »
Brown exulte à l'idée que le poème ait été directement inspiré par sa demeure et préservé grâce ses soins. Selon Andrew Motion, pourtant, cette assertion demeure subjective, Keats ayant plutôt compté sur sa propre imagination — et de nombreuses sources d'inspiration littéraires — pour méditer sur le chant du rossignol. De toute façon, Charles Wentworth Dilke, propriétaire de la moitié de la maison, dément ces dires, rapportés dans la biographie de Richard Monckton Milnes publiée en 1848, « simple illusion » (pure delusion), écrit-il.

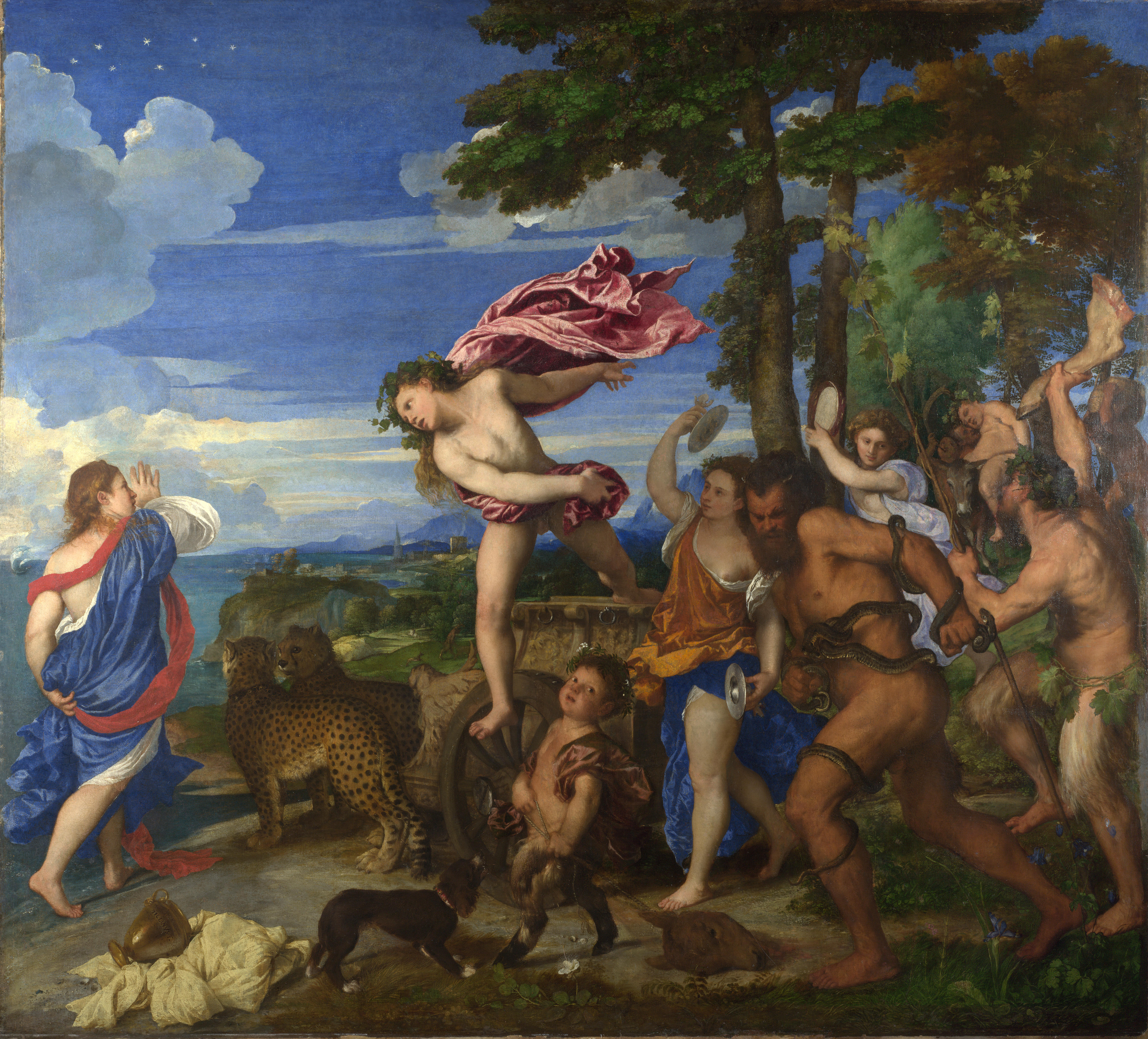
Titien, Bacchus et Ariane, 1520-1523.

Peu après, l'écrivain et peintre Benjamin Haydon, ami de Keats, reçoit une copie du nouveau poème qu'il montre au rédacteur en chef des Annales des Beaux-arts, James Elmes. Ce dernier paie modestement Keats et publie l'ode dans l'édition de juillet de sa revue. Plus tard, Keats l'inclut dans le recueil Lamia, Isabella, The Eve of St. Agnes, and Other Poems, lui aussi publié en 1820.
Laffay souligne l'importance que le rossignol prend dans la vie de Keats au printemps de 1819. Quelques jours avant la composition de l'ode qui lui est consacrée, une conversation avec Coleridge, rencontré à Hampstead, porte, entre autres choses, sur cet oiseau. Coleridge est lui-même auteur d'un poème sur le sujet que Keats connaît si bien que dans Isabella, il reproduit le néologisme leafit (pour leaflet) qui en provient. De plus, Coleridge est le premier à avoir fait du chant de l'oiseau un hymne à la joie et certains termes qu'il emploie se retrouvent peu ou prou dans l'ode de Keats (murmuring, verdure, balmy night). Dans la strophe 4, figure l'allusion à Bacchus et ses léopards, souvenir de tableau du Titien, Bacchus et Ariane, souvent évoqué par Keats ; et la fin de l'avant-dernière strophe tient peut-être des romans gothiques de Mrs Radcliffe où des fenêtres ne cessent de s'ouvrir sur des paysages « souvent marins, et toujours intensément romantiques ». Laffay rappelle que le critique H. W. Garrod rapproche un passage de La moissonneuse solitaire (The Lonely Reaper) de Wordsworth de l'ode de Keats :
| No nightingale did ever chaunt More welcome notes to weary hands Of travelers in some shady haunt, Among Arabian sands: A voice so thrilling ne'er was heard In spring-time from the cuckoo-bird, Breaking the silence of the seas Among the farthest Hebrides. | Jamais rossignol ne chanta Si doucement pour le repos De voyageurs en un coin d’ombre, Parmi le sable arabe ; Jamais plus doux chant ne se fit Lors du printemps par le coucou, Pour rompre le calme des mers Parmi les lointaines Hébrides. |

et en conclut que l'allusion à Ruth, à la strophe 6 de l'Ode à un rossignol, doit être, de la part de Keats, une réminiscence inconsciente de Wordsworth.

## Poème
L'ode comprend huit strophes, chacune de dix vers.

### Texte et traduction

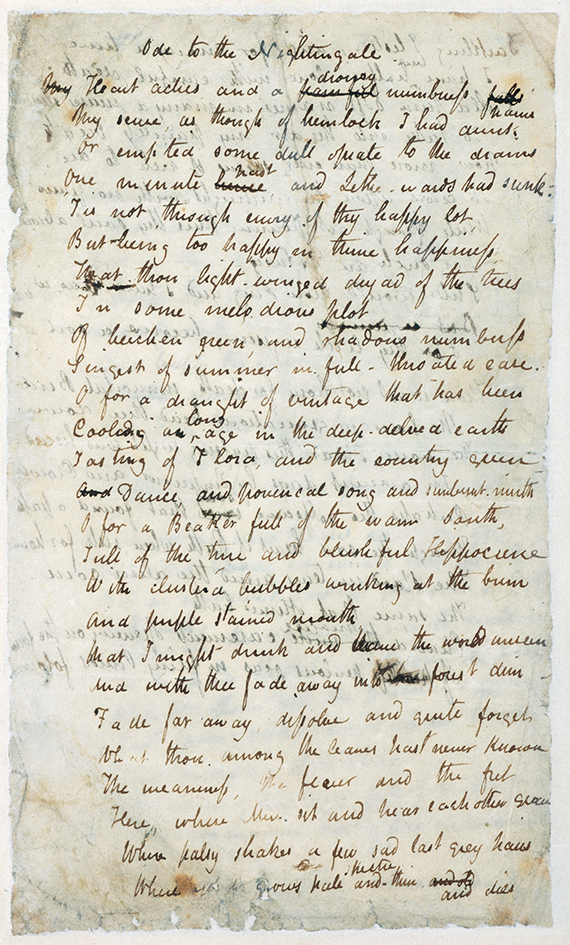
Manuscrit autographe (1813).

| Ode to a Nightingale 1. My heart aches, and a drowsy numbness pains My sense, as though of hemlock I had drunk, Or emptied some dull opiate to the drains One minute past, and Lethe-wards had sunk: ‘Tis not through envy of thy happy lot, But being too happy in thine happiness, — That thou, light-winged Dryad of the trees, In some melodious plot Of beechen green, and shadows numberless, Singest of summer in full-throated ease. 2. O, for a draught of vintage! that hath been Cool’d a long age in the deep-delved earth, Tasting of Flora and the country green, Dance, and Provencal song, and sunburnt mirth! O for a beaker full of the warm South, Full of the true, the blushful Hippocrene, With beaded bubbles winking at the brim, And purple-stained mouth; That I might drink, and leave the world unseen, And with thee fade away into the forest dim: 3. Fade far away, dissolve, and quite forget What thou among the leaves hast never known, The weariness, the fever, and the fret Here, where men sit and hear each other groan; Where palsy shakes a few, sad, last gray hairs, Where youth grows pale, and spectre-thin, and dies; Where but to think is to be full of sorrow And leaden-eyed despairs, Where Beauty cannot keep her lustrous eyes, Or new Love pine at them beyond to-morrow. 4. Away! away! for I will fly to thee, Not charioted by Bacchus and his lepards, But on the viewless wings of Poesy, Though the dull brain perplexes and retards: Already with thee! tender is the night, And haply the Queen-Moon is on her throne, Cluster’d around by all her starry Fays; But here there is no light, Save what from heaven is with the breezes blown Through verdurous glooms and winding mossy ways. 5. I cannot see what flowers are at my feet, Nor what soft incense hangs upon the boughs, But, in embalmed darkness, guess each sweet Wherewith the seasonable month endows The grass, the thicket, and the fruit-tree wild; White hawthorn, and the pastoral eglantine; Fast fading violets cover'd up in leaves; And mid-May's eldest child, The coming musk-rose, full of dewy wine, The murmurous haunt of flies on summer eves. 6. Darkling I listen; and, for many a time I have been half in love with easeful Death, Call’d him soft names in many a mused rhyme, To take into the air my quiet breath; Now more than ever seems it rich to die, To cease upon the midnight with no pain, While thou art pouring forth thy soul abroad In such an ecstasy! Still wouldst thou sing, and I have ears in vain — To thy high requiem become a sod. 7. Thou wast not born for death, immortal Bird! No hungry generations tread thee down; The voice I hear this passing night was heard In ancient days by emperor and clown: Perhaps the self-same song that found a path Through the sad heart of Ruth, when, sick for home, She stood in tears amid the alien corn; The same that oft-times hath Charm’d magic casements, opening on the foam Of perilous seas, in faery lands forlorn. 8. Forlorn! the very word is like a bell To toil me back from thee to my sole self! Adieu! the fancy cannot cheat so well As she is fam'd to do, deceiving elf. Adieu! adieu! thy plaintive anthem fades Past the near meadows, over the still stream, Up the hill-side; and now 'tis buried deep In the next valley-glades: Was it a vision, or a waking dream? Fled is that music:— Do I wake or sleep? | Ode à un rossignol 1. Mon cœur souffre et la douleur engourdit Mes sens, comme si j'avais bu d'un trait La ciguë ou quelque liquide opiacé, Et coulé, en un instant, au fond du Léthé : Ce n'est pas que j'envie ton heureux sort, Mais plutôt que je me réjouis trop de ton bonheur, Quand tu chantes, Dryade des bois aux ailes Légères, dans la mélodie d'un bosquet De hêtres verts et d'ombres infinies, L'été dans l'aise de ta gorge déployée. 2. Oh, une gorgée de ce vin ! Rafraîchi dans les profondeurs de la terre, Ce vin au goût de Flore, de verte campagne, De danse, de chant provençal et de joie solaire ! Oh, une coupe pleine du Sud brûlant, Pleine de la vraie Hippocrène, si rougissante, Où brillent les perles des bulles au bord Des lèvres empourprées ; Oh, que je boive et que je quitte le monde en secret, Pour disparaître avec toi dans la forêt obscure : 3. Disparaître loin, m'évanouir, me dissoudre et oublier Ce que toi, ami des feuilles, tu n'as jamais connu, Le souci, la fièvre, le tourment d'être Parmi les humains qui s'écoutent gémir. Tandis que la paralysie n'agite que les derniers cheveux, Tandis que la jeunesse pâlit, spectrale, et meurt ; Tandis que la pensée ne rencontre que le chagrin Et les larmes du désespoir, Tandis que la Beauté perd son œil lustral, Et que l'amour nouveau languit en vain. 4. Fuir ! Fuir ! m'envoler vers toi, Non dans le char aux léopards de Bacchus, Mais sur les ailes invisibles de la Poésie, Même si le lourd cerveau hésite : Je suis déjà avec toi ! Tendre est la nuit, Et peut-être la Lune-Reine sur son trône, S'entoure-t-elle déjà d'une ruche de Fées, les étoiles ; Mais je ne vois ici aucune lueur, Sinon ce qui surgit dans les brises du Ciel à travers les ombres verdoyantes et les mousses éparses. 5. Je ne peux voir quelles fleurs sont à mes pieds, Ni quel doux parfum flotte sur les rameaux, Mais dans l'obscurité embaumée, je devine Chaque senteur que ce mois printanier offre à l'herbe, au fourré, aux fruits sauvages ; à la blanche aubépine, à la pastorale églantine ; Aux violettes vite fanées sous les feuilles ; Et à la fille aînée de Mai, La rose musquée qui annonce, ivre de rosée, Le murmure des mouches des soirs d'été. 6. Dans le noir, j'écoute ; oui, plus d'une fois J'ai été presque amoureux de la Mort, Et dans mes poèmes je lui ai donné de doux noms, Pour qu'elle emporte dans l'air mon souffle apaisé ; à présent, plus que jamais, mourir semble une joie, Oh, cesser d'être — sans souffrir — à Minuit, Au moment où tu répands ton âme Dans la même extase ! Et tu continuerais à chanter à mes oreilles vaines Ton haut Requiem à ma poussière. 7. Immortel rossignol, tu n'es pas un être pour la mort ! Les générations avides n'ont pas foulé ton souvenir ; La voix que j'entends dans la nuit fugace Fut entendue de tout temps par l'empereur et le rustre : Le même chant peut-être s'était frayé un chemin Jusqu'au cœur triste de Ruth, exilée, Languissante, en larmes au pays étranger ; Le même chant a souvent ouvert, Par magie, une fenêtre sur l'écume De mers périlleuses, au pays perdu des Fées. 8. Perdu ! Ce mot sonne un glas Qui m'arrache de toi et me rend à la solitude ! Adieu ! L'imagination ne peut nous tromper Complètement, comme on le dit — ô elfe subtil ! Adieu ! Adieu ! Ta plaintive mélodie s'enfuit, Traverse les prés voisins, franchit le calme ruisseau, Remonte le flanc de la colline et s'enterre Dans les clairières du vallon : était-ce une illusion, un songe éveillé ? La musique a disparu : ai-je dormi, suis-je réveillé ? |

### Résumé
Le poème, quoique d'une parfaite régularité formelle, donne l'impression d'être une rhapsodie : Keats laisse libre cours à ses pensées et ses émotions ; c'est là un procédé voisin du « courant de conscience » (stream of consciousness) dans la mesure où une pensée conduit à une autre jusqu'à ce que se précise une conclusion qui peut ici sembler arbitraire. Y prévaut une impression d'inspiration libre, non soumise à un plan préalable : Keats s'offre à voir dans le partage, vécu avec le lecteur, d'une expérience et non pas du souvenir de cet événement ; l'expérience en question n'est pas totalement cohérente, mais constituée de la somme des différents états d'esprit qui l'assaillent alors qu'il écoute le chant du rossignol.
La première strophe a pour mission d'établir l'humeur prévalente : un état de transe quasi hallucinatoire, dans l'engourdissement de tous les sens, comme sous l'emprise du poison ou des opiacés, ou immergé dans les eaux de l'oubli du Léthé. La deuxième invoque le vin ardemment souhaité et évoque les paysages ensoleillés de la Méditerranée, la Provence ou l'Italie ou encore la Grèce, Flora la déesse des floralies, Hippocrène la fontaine du Mont Hélicon et ses muses. La troisième revient aux terribles réalités du moment, en particulier « la jeunesse diaphane qui se meurt » (youth grow pale, and spectre-thin, and dies). Les quatrième et cinquième strophes quittent les plaisirs momentanés de Bacchus pour gagner une charmille (ou ramure) de rêve apparemment conçue par l'imagination du poète (« les ailes aveugles de la poésie » the viewless wings of Poebasculesy). C'est un lieu de parfums et de murmures enchantés, où règne la Lune (Queen-moon) entourée de ses compagnes stellaires et féeriques (starry fays), et où se distinguent les fruits et les arbres invisibles. En ce florissant recoin de l'imaginaire, protégé de la morne réalité, « la mort consolante » (easeful death) se fait attirante ; et à la strophe suivante (la sixième), le poète imagine une fusion aussi morbide qu'heureuse avec le rossignol qui lui apporte la mort alors qu'il se trouve happé dans l'extase de son chant. Alors le poème bascule irrémédiablement : soudain, l'intimité avec le rossignol qu'a instaurée l'imagination du poète lui rappelle qu'il est enchaîné par les contingences, alors que l'oiseau se joue de l'espace et du temps, sa mélopée, partagée aussi bien par l'empereur ou le rustre, la Ruth biblique, des êtres d'un lointain étranger, avivant l'impression d'une solitude douloureuse : le sentiment d'abandon, de perdition (forlorn), répété, s'impose ; le chant de l'oiseau perd en puissance et l'imagination n'a su préserver le monde enchanté du songe. Le poète a été trahi par la musique du rossignol et aussi son savoir-faire poétique : vit-il un rêve ou la réalité ?
Trois pensées principales émergent de l'ode. D'abord le verdict de Keats sur la vie qui n'est que voyage dans la vallée des larmes et de la frustration. Le bonheur surgit à l'écoute du chant, mais de façon momentanée. Bientôt, en effet, suivent la torpeur et la conviction que la condition humaine se situe au-delà de la douleur et même du seuil de l'intolérable, sensation d'autant plus vive qu'elle se trouve un instant exacerbée par le bonheur d'avoir partagé le chant de l'oiseau. La deuxième pensée, qui constitue le thème principal de l'ode, est le souhait d'en avoir bientôt fini avec la vie pour toujours. Il y faut cependant une condition, c'est que la mort vienne aussi aisément et silencieusement qu'un doux sommeil. Cette préoccupation ne semble pas ouvertement émaner d'une circonstance particulière dans la vie du poète. Il n'en demeure pas moins qu'il vient d'affronter le malheur de la dispersion de sa famille : George, son frère parti aux Amériques est dans le besoin, l'autre, Tom, tué par la tuberculose, sa mère, depuis longtemps disparue de la même maladie, le père à peine connu depuis sa mort accidentelle. De plus, son dernier recueil de poèmes n'a pas reçu l'aval espéré de la critique, et lui-même se trouve désœuvré depuis qu'il a abandonné ses études médicales.

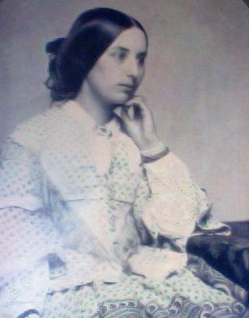
Ambrotype de Fanny Brawne, c. 1850 (portait sous verre).

D'un point de vue personnel, il ne peut épouser la jeune fille qu'il aime, Fanny Brawne, par manque de ressources. Il est fatigué depuis l'automne et l'hiver, et la maladie qui a eu raison de son frère semble l'avoir touché. Aussi, cette aspiration à la mort peut être une réaction à la multitude des soucis et des frustrations qui l'habite. Le poids de la vie aurait comme pressé le nectar de l'ode hors de sa chair, de son sang, de son imaginaire. La troisième pensée concerne justement le pouvoir de l'imaginaire, qu'il soit défini comme fancy ou imagination — Keats ne respecte que peu la distinction établie entre l'une et l'autre par Coleridge —. Le poète a écarté le vin (vintage) pour se réfugier dans la poésie qui l'autorise à s'identifier avec le chant du bel oiseau. Las, ce bonheur n'est que de courte durée et la vie ordinaire reprend ses droits, l'imaginaire ne sachant trop longtemps tricher (fancy cannot cheat so well / As she is fam'd to do) (strophe 7) ; tout juste apporte-t-il un court répit.

### Analyse
De critique en critique, les analyses se font plus ou moins approfondies. Bate et Bloom proposent une lecture descriptive relativement simple de l'ode ; en revanche, Albert Laffay la relie à d'autres œuvres de Keats, en particulier l'Ode sur la mélancolie, ou à certains contemporains romantiques, Wordsworth par exemple, et en présente une vision quasi philosophique.

#### Lecture de Bate et Bloom
Le poème commence soudain par des syllabes à la sonorité lourde (My heart aches) (/maɪ 'hɑːt 'eɪks/) et révèle le chant d'un oiseau caché dans les frondaisons. Le narrateur, témoin de la scène, se voit d'emblée submergé par une puissante émotion. Ce choc est dû à la mélopée d'un rossignol auquel il s'identifie aussitôt, tandis qu'il découvre que ces accents ont paralysé son esprit comme un poison ou une drogue, « comme si j’avais bu d’un trait / La ciguë ou quelque liquide opiacé » (My sense, as though of hemlock I had drunk). Bien vite cependant, il se reprend pour aussitôt occulter sa propre conscience et s'il est libéré de ses engourdissements narcotiques, il n'en reste pas moins soumis à une autre forme de dépendance, l'envoûtement venu des hauteurs de l'arbre qui le tire hors de la réalité et, par des ailes métaphoriques, l'attire vers le rossignol ; l'imagination désormais règne en maître et avec elle le poème bascule hors du temps.
Le poète est à la recherche d'un état second qui semble être proche de la mort, mais paradoxalement une mort pleine de vie. Ce paradoxe s'étend à la nuit, « tendre présence » (tender is the night), laissant filtrer un nimbe de lumière. La hiérarchie des sens se modifie : la vue s'efface, mais l'ouïe, le goût et l'odorat s'exacerbent et ouvrent tout grand un nouveau paradis. Le narrateur décrit ce monde virtuel, peut-être potentiel, et s'identifie aux créatures qui le peuplent : tout comme le chant du rossignol au début du poème, le bruit des insectes volants l'interpelle, avant qu'une nouvelle antienne ne les submergent eux-mêmes.
Cette cécité volontaire rappelle la démarche de Milton en 1645 — à cela près que l'infirmité du poète puritain est réelle, survenue alors qu'il a quarante ans — qui, dans Le Paradis perdu décrit au livre III le chant d'un rossignol sortant des ténèbres, « notes liquides qui ferment les yeux du jour » (liquid notes that close the eye of Day) : déjà, le monde matériel s'efface au profit de l'imaginaire qui écarte les limites entre la vie et la mort, entre le soi et le néant. Autre réminiscence possible, celle d'Andrew Marvell qui, dans The Mower to the Glowworms observe que « Le Rossignol veille bien tard / Et étudie par les nuits d'été, / Son chant sans pareil est une méditation » (The Nightingale does sit so late, / And studying all the summer night, / Her matchless song does meditate).
L'ode n'est pas la description d'un ravissement arcadien, mais une intense méditation entre le contraste d'une mortalité douloureuse et la beauté immortelle du chant de l'oiseau. En fait, la mort joue le rôle de muse, elle s'approche doucement du poète alors qu'il compose et qu'il se languit de rejoindre l'oiseau grâce auquel il a découvert et ressenti une élévation incomparable à tout autre expérience. Après un tel sommet, continuer à vivre équivaudrait à « une mort vivante ou une vie morte » (living death, dead life), car par la grâce de son chant, l'oiseau transcende l'une comme l'autre et confine à l'éternité.
Les contingences interdisent cependant la primauté permanente de l'imaginaire : de fait, le poème bascule à nouveau, le narrateur se trouve séparé du rossignol et, du coup, de tout ce qui nourrit son être poétique, son propre art y compris, qui dans les derniers vers semble l'avoir abandonné.

#### Lecture d'Albert Laffay
Albert Laffay écrit que les odes de Keats oscillent entre deux pôles : celui de l'Ode sur la mélancolie qui représente « la tentation morbide de la délectation morose, de l'échec savouré, de la mort, dont la mélancolie n'est que le succédané, et celui de l'Ode sur une urne grecque où le poète se hausse jusqu'à l'éternité de l'« instant » ».
L'Ode au rossignol se rapproche de l'Ode sur la mélancolie en cela que, comme elle, son idée princeps est la tentation de la mort, à la fois ressentie avec force et non moins fortement rejetée. De fait, pendant six strophes, règne la séduction du néant, et dans les deux odes, en dépit de la différence de proportions, le plan est le même : le pivot du Rossignol est « Tu continueras de chanter, et mes oreilles n'entendront plus — ton noble requiem s'adresserait en vain à une poignée d'argile », qui correspond à la plaque tournante qu'est la fin de la première strophe de l'Ode sur la mélancolie :
| For shade to shade will come too drowsily And drown the wakeful anguish of the soul. | Car l'ombre gagnera l'ombre dans un excès de torpeur ; Étreignant en ton âme ta vigilante angoisse. |

La seule différence marquante est que, dans l'Ode sur la mélancolie, l'idée s'exprime par des métaphores que Laffay qualifie de « lointaines et […] ténébreuses », tandis que dans le poème dédié au rossignol, c'est de « la façon la plus concrète possible que le poète éprouve sa propre mort » ; le chant de volupté de l'oiseau n'est au départ, comme chez Coleridge, que pur bonheur sensuel ; peu à peu, cependant, les trilles en viennent à symboliser le bonheur de mourir ; et d'un coup, sous l'emprise du Requiem de l'oiseau, cette mort se fait ambiguë, laisse au poète la possibilité d'être ou de n'être pas, de se voir insensible, « motte de terre » (sod).
D'une ode à l'autre, ce motif du refus de la mort ne varie pas : certes, elle serait volonté suprême, mais « on n'en saurait jouir […] qu'une fois qu'on la subit ». Aussi, la mélancolie s'efface-t-elle dès la strophe 3, elle est désormais « antienne plaintive » accordée au « triste cœur » de Ruth en proie au mal du pays, dévolue aux pays perdus de la légende : la « mélancolie [s'est] substitu[é]e à la mort comme une sorte de pis-aller ».
Il n'empêche que dans l'Ode au rossignol, le refus de l'anéantissement est précédé par un long flirt avec la mort qui, pour autant qu'il est possible, est, selon la formulation de Laffay, « regardée de biais ». Lorsque enfin, la notion « se précipite » (au sens chimique du terme), l'équivoque est levée. Comme le montre Leavis, les deux premières strophes sont animées de deux mouvements contraires dans un ordre inverse : dans la première, c'est celui de la chute (Lethe-wards), l'identification est totale, avec, tant l'émotion est rude, le poison de la ciguë (hemlock) ou des opiacés (opiate) tirant le poète (et le lecteur avec lui) dans les Enfers de l'inconscience, jusqu'à une paralysie de l'esprit, tandis que la pesanteur des mots assoupit le rythme du vers (drowsy (« somnolent »), numbs (« engourdissement »), drunk (« ivre »), drains (« vide »), sunk (de sink, « sombrer, enfoncer ») ; dans la deuxième, en revanche, le mot-clé est l'« aisance » (ease), car voici que se lève le vent léger (light-winded) et que prévalent les mots en y, « heureux » présent deux fois dans happy et happiness ; l'être tout entier est emporté à la recherche du rossignol, l'« élan est vers le haut, par le vin qui sort des caves profondes, et par la danse bondissante au pays provençal ». « Que signifient ces alternances ? demande Laffay » : le chant de l'oiseau est à la fois troublant et exaltant, et Keats s'appuie sur cette ambiguïté, symbole d'une mort qui vient et n'est pas encore, pour s'enivrer d'être au bord de la disparition ; le mot away (« au loin », « fuir ») se répète de strophe en strophe comme rappelant l'imminence — et l'impuissance — de la tentation ; ivresse sonore d'abord, puis ivresse tout court, à l'orée de la douleur, au bord de l'évanouissement.
Avec la strophe 3, le ton cesse dès le troisième vers d'être incantatoire et se fait littéralement terre à terre, se rapproche du sol, comme si, après l'ivresse, s'installait la désillusion du réveil. Dominent les couleurs blafardes, le gris, la pâleur, le plomb (gray, pale, spectre-thin, leaden-eyed), qui habillent maintenant la jeunesse du poète, aujourd'hui spectre d'elle-même (spectre-thin) (le frère de Keats, Tom, disparu il y a cinq mois, la beauté de Fanny Brawne désormais inutile, puisque sourdent les inquiétudes d'une mort prochaine du poète). S'arracher à la morosité pour rejoindre l'oiseau, symbole de la mort heureuse, consolatrice, et qui fait vivre, est l'affaire de la strophe 4 : le vin est oublié, et les mots soulignent avec violence les satisfactions sensuelles positives, la symphonie olfactive, par exemple. Cependant, comme le montre la strophe 6, il est toujours question de jouir jusqu'à l'extase de cette beauté enivrante. Une fois encore, la mort « se regarde de biais » et le poète ne trébuche sur l'inéluctable qui met un terme à l'ambiguïté qu'assez tard et, se reconstituant par-delà l'inconscience, « contemple sa propre impuissance à goûter le plaisir de mourir ».
Dans la strophe 7 prévaut la mélancolie romantique : à défaut de la mort, le poète s'enchante d'une nostalgie complaisante. Cependant, l'Ode à un rossignol se sépare de l'Ode sur la mélancolie par sa conclusion : « Immortel oiseau » ? La critique se pose des questions, des plus banales aux plus spéculatives : après tout, disent d'aucuns, le rossignol meurt comme les humains… L'immortalité appartient au chant, les rossignols le perpétuent par une relève sans solution de continuité à travers les âges, mais surtout sa beauté, soustraite aux vicissitudes de la durée, lui confère l'éternité (réponse au thème de la mort) : pour cela, il requiert les complaisances de l'imagination, « cette trompeuse magicienne qui ne trompe pas assez » ; « il faudra trouver un objet plus solide où appuyer l'éternel, et ce sera l'ode-sœur, l'Ode sur une urne grecque ».

## Thématique
L'Ode à un rossignol décrit une série de conflits entre la réalité et l'idéal romantique de l'unité avec la nature. Ainsi, Fogle écrit que « L'accent principal du poème est donné par l'opposition entre l'idéal et le réel, avec des termes globaux contenant plus particulièrement les antithèses plaisir et souffrance, imagination et bon sens, entièreté et privation, permanence et changement, nature et humain, art et vie, liberté et esclavage, éveil et songe ».

### Interaction de voix conflictuelles
Sans doute le chant du rossignol reste-t-il l'image dominante, la « voix » du poème ; pour autant, le débat ne tourne pas seulement autour de l'oiseau, mais s'étend à l'expérience humaine en général. Le rossignol est plus qu'une simple métaphore, mais une image complexe formée par l'interaction de voix conflictuelles exprimant l'admiration comme le questionnement. D'après David Perkins, l'Ode à un rossignol, comme l'Ode sur une urne grecque, illustrent bien cette interaction : « Nous avons affaire ici à un talent, au vrai, une conception globale de la poésie, que le symbole, si éminemment nécessaire fût-il, ne saurait satisfaire, non plus qu'il ne le saurait chez Shakespeare ; il se présente plutôt comme un élément parmi d'autres dans la poésie et le drame des relations humaines ». Perkins ajoute cependant que les deux poèmes diffèrent : à l'inverse de l'urne, le rossignol n'est pas éternel ; or, en conférant à l'oiseau des attributs d'immortalité, le poète interdit toute union possible avec lui.

### Le chant enjôleur
Le chant du rossignol s'apparente à l'art musical au même titre que l'urne relève de l'art de la sculpture. En tant que tel, le rossignol pourrait n'être qu'une présence enchanteresse et, contrairement à l'urne, directement liée à la nature. Sa musique, tout entière vouée à la beauté, ne prétend à aucun message de vérité. En cela, Keats suit Coleridge qui, dans son propre Rossignol, s'écarte du monde ambiant et se perd dans les volutes de l'oiseau. Il est à remarquer que si Nightingale est féminin en anglais, ce que respecte Keats, le rossignol de Coleridge est masculin, mais que les deux poètes rejettent la description traditionnelle de l'oiseau telle qu'elle apparaît, par exemple, dans la tragédie Philomèle et Procné.

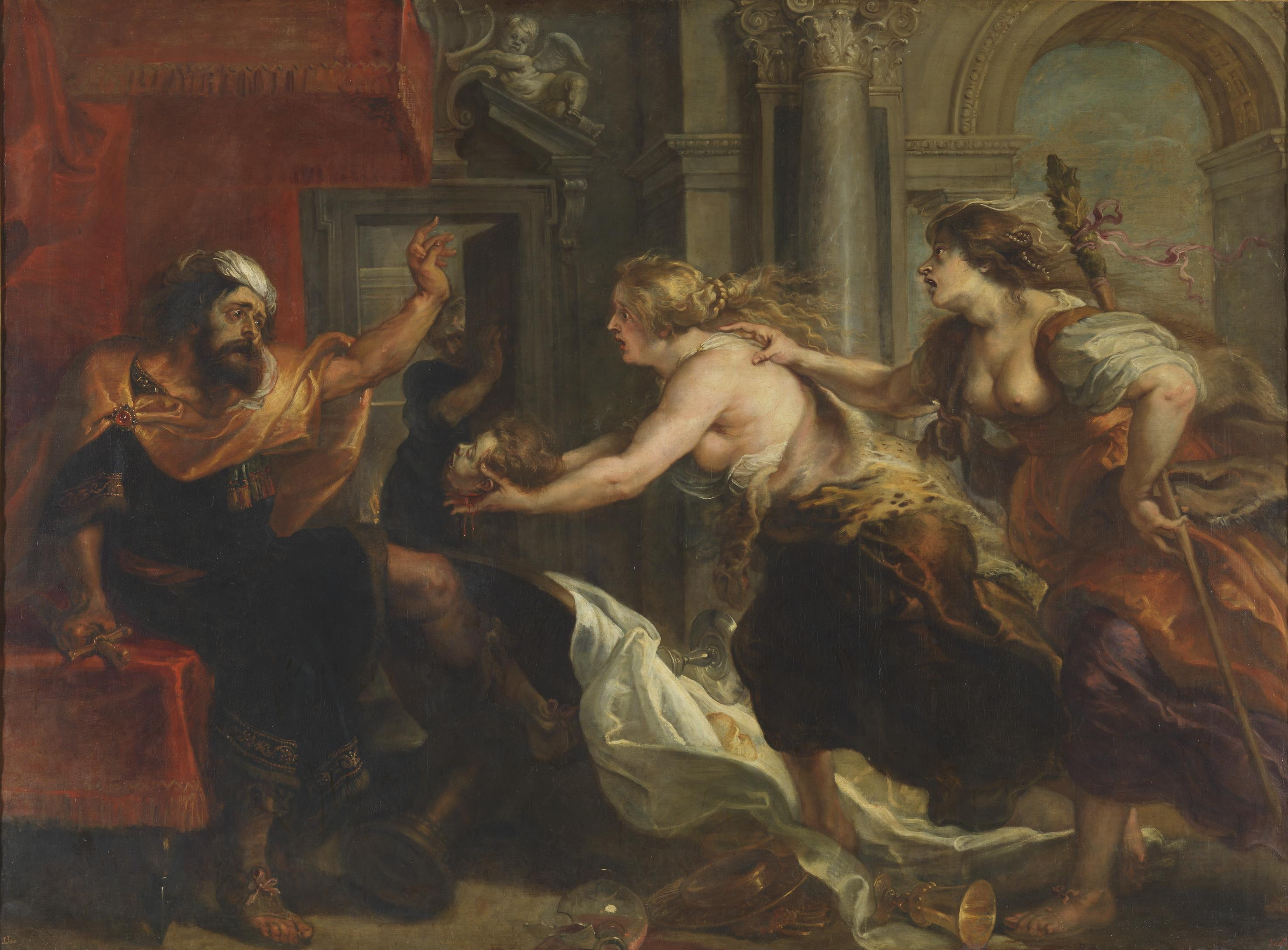
Terée, à qui Philomèle et Procné présentent la tête de son fils Itys, par Pierre Paul Rubens.

De fait, les poètes romantiques reprennent le mythe du rossignol et en font le poète d'une catégorie supérieure,. Pour certains, le rossignol devient même une muse : Keats lui-même idéalise l'oiseau comme un barde qui surpasse ses propres talents et revient deux fois sur le mythe de Philomèle, d'abord dans Sleep and Poetry (Poésie et sommeil) (1816), ensuite dans La Veille de la Sainte-Agnès (1820) où le viol de Madeline par Porphyro rappelle celui de Philoméla par Térée, roi de Thrace. Percy Bysshe Shelley, quant à lui, voit dans son ouvrage Défense de la poésie, le rossignol comme un poète plongé dans l'obscurité qui trompe sa solitude par ses accents mélodieux. Ainsi, l'oiseau-chanteur est devenu un joyeux rossignol, loin du ton mélancolique des représentations poétiques précédentes. Dans le poème de Keats, il n'est qu'une voix dans la nuit, mais une voix si enjôleuse qu'elle force le narrateur à le rejoindre et à oublier les chagrins du monde. Comme le décrit Shelley, le poète se prive de la vue pour mieux se fondre avec la mélodie dans une totale obscurité. S'ensuit un état second qui s'apparente au sommeil et au rêve ; mais le rossignol demeure distant et mystérieux et, à la fin du poème, disparaît.
Vers son milieu intervient une séparation des deux actions en cours : l'identification avec le rossignol et son chant, et la convergence du passé et du futur dans le présent. Ce dernier thème est lui aussi récurrent dans l'œuvre de Keats, particulièrement dans sa vision de la vie humaine qu'il compare à « un grand manoir avec d'innombrables chambres » (a large Mansion of Many Apartments) :
« Well, I compare human life to a large Mansion of Many Apartments, two of which I can only describe, the doors of the rest being as yet shut upon me - The first we step into we call the infant or thoughtless Chamber, in which we remain as long as we do not think - We remain there a long while, and notwithstanding the doors of the second Chamber remain wide open, showing a bright appearance, we care not to hasten to it; but are at length imperceptibly impelled by awakening of the thinking principle - within us - we no sooner get into the second Chamber, which I shall call the Chamber of Maiden-Thought, than we become intoxicated with the light and the atmosphere, we see nothing but pleasant wonders, and think of delaying there for ever in delight: However among the effects this breathing is father of is that tremendous one of sharpening one's vision into the nature and heart of Man — of convincing one's nerves that the World is full of misery and Heartbreak, Pain, sickness and oppression — whereby This Chamber of Maiden Thought becomes gradually darken'd and at the same time on all sides of it many doors are set open - but all dark - all leading to dark passages — We see not the balance of good and evil. We are in a Mist - We are now in that state — We feel the burden of the Mystery. »
« Eh bien, je vois la vie humaine comme un manoir comportant de nombreuses chambres, dont je peux seulement décrire deux, les autres m'étant encore fermées. Celle où nous pénétrons en premier, nous l'appellerons la chambre de l'innocence enfantine, où nous demeurons tant que nous ne savons penser. Nous y demeurons longtemps et peu importe que les portes de la deuxième chambre soient grandes-ouvertes sur la pleine lumière, nous ne témoignons d'aucune hâte à nous y aventurer ; mais nous voici imperceptiblement poussés par l'éveil en notre être profond de la faculté de penser, et aussitôt rendus dans la seconde chambre, celle que j'appellerai la chambre de la pensée vierge, nous goûtons jusqu'à l'ivresse de la lumière et de cette nouvelle atmosphère, où nous ne voyons qu'émerveillement, si attirant que nous nous attarderions volontiers à tant de délices. Cependant, cette respiration a ses effets, celui surtout d'affûter notre perception de la nature et du cœur de l'homme  – de nous persuader que le monde n'est que frustration et crève-cœur, souffrance, maladie et oppression, si bien que la chambre de la pensée vierge s'obscurcit peu à peu alors que toutes les portes restent ouvertes, mais plongées dans le noir, conduisant à des couloirs obscurs. Nous ne distinguons pas l'équilibre du bien et du mal. Nous sommes en plein brouillard. Oui, voici l'état dans lequel nous sommes et de ce mystère nous ressentons le poids, »
Les Champs Élyséens et le chant du rossignol dans la première partie du poème représentent les moments agréables qui, comme une drogue, submergent l'individu. Expérience transitoire cependant : le corps réclame le plaisir évanoui jusqu'à la paralysie de l'être, et c'est la poésie — et elle seule — qui aide à en recouvrer l'autonomie.

### Domination du thème de la mort
À ce sujet, Albert Gerard, Jr. fait remarquer que l'Ode à un rossignol « […] n'exprime pas la nostalgie de l'art, mais de toute rêverie, quelle qu'en soit la nature. Le poème progressant par association, le sentiment se retrouve à la merci du hasard du vocabulaire, de mots tels que « se faner » (fade), « abandonné » (forlorn), qui, comme un glas sans répit sonné, rappelle le rêveur à lui-même et à lui seul ». À cela, Fogle répond que Guerard se trompe dans son interprétation de l'esthétique keatsienne en mettant en exergue les termes susceptibles d'engendrer des digressions par association (associational translations). Après tout, la mort domine l'œuvre de Keats, ne serait-ce que parce qu'il y a sans cesse été exposé dans sa vie, perte des siens, de son père tragiquement décédé d'une chute de cheval, de sa mère, emportée en pleine jeunesse, de son frère Tom surtout dont il s'occupe pendant tout le temps de sa maladie tuberculeuse en 1818, la sienne déjà en vue après qu'il a contracté par cette proximité la même maladie infectieuse. Dans le poème, nombreuses sont les images évoquant cet événement : le rossignol lui-même en fait une sorte d'expérience, tout comme le dieu Apollon, mais cette mort révèle sa divinité. « Bien sûr, la mort du rossignol ne doit pas être prise littéralement, écrit Perkins. Ce qui importe c'est que le rossignol et le dieu ([Apollon]) puissent chanter sans mourir. Pour autant, comme l'explique clairement le texte, l'homme ne peut en faire autant, du moins de façon visionnaire ».

### En quête de la lumière
L'insistance du poème sur le thème de la perte du plaisir et de l'inévitabilité de la mort, écrit Claude Finney, « révèle les limites de l'évasion romantique du monde réel à un monde voué à la beauté ». Earl Wasserman s'accorde à Finney, mais incorpore à sa vision l'ensemble la métaphore keatsienne du « Manoir aux innombrables chambres » : « la matrice de l'ode, écrit-il, est la recherche du mystère, la quête infructueuse de la lumière au sein de l'obscurité […] mais elle ne conduit qu'à une obscurité encore plus dense, ou à la pleine conscience que le mystère est impénétrable à l'esprit humain ».
À cet égard, le poème revient à certaines notions entretenues par Keats au début de sa carrière poétique, par exemple dans Sommeil et poésie (Sleep and Poetry), celles du plaisir de vivre et de l'optimisme que confère la fonction poétique, mais c'est pour mieux les rejeter. En effet la perte du plaisir et l'incorporation de l'image de mort assombrissent l'ensemble et rapprochent l'ode d'autres œuvres où il est question de la nature divine — ou démoniaque (demonic) — de l'imagination poétique, Lamia y compris. Là, il est question de la perte imaginaire du monde physique, de la conscience d'être dans un état de mort et, pour mieux le confirmer, Keats utilise un mot brutal sod qui certes, signifie « motte (de terre) », mais dénote aussi la bêtise et la vilénie. C'est perché sur ce petit tas de terre — ou de médiocrité, voire de méchanceté — que chante désormais le bel et invisible oiseau.

## Structure formelle
Brown, contrairement à la majorité des critiques, pense que l'Ode à un rossignol est probablement la première d'une série de quatre odes centrales que Keats compose en 1819. Son argument s'appuie sur la structure du poème où Keats expérimente simultanément deux types de lyrisme, celui qui est inhérent à l'ode et un autre, issu de la voix interrogative, qui lui répond. Cette combinaison ressemble à celle qui prévaut dans l'Ode sur une urne grecque, dualité portant en soi une certaine tension dramatique. Les strophes, quant à elles, associent des éléments empruntés à deux formes de sonnet, celui qui est issu de la tradition pétrarquiste et celui que pratique Shakespeare,.

### Alternance vocalique
Du point de vue rythmique et aussi phonique, l'ode s'agence autour d'un schéma alternant les sons vocaliques selon qu'ils sont brefs ou longs. Le vers 18, « And purple-stained mouth », illustre bien cette alternance. La même distribution se retrouve dans des vers plus longs, comme le vers 31, « Or emptied some dull opiate to the drains », composé de cinq voyelles brèves, suivies d'une voyelle longue à laquelle succède un couple de voyelles brèves, puis une voyelle longue. Un autre schéma revient lui aussi plusieurs fois au cours du poème, notamment aux vers 12, 22 et 59, deux voyelles courtes suivies d'une longue, répété deux fois, puis deux séries de voyelles brèves et un couple de voyelles longues. Cette attention particulière accordée aux sons vocaliques n'est pas propre à ce poème, mais partagée par la plupart des odes de 1819 et La veille de la Sainte-Agnès.
Si l'alternance des assonances volontaires est peu usuelle dans la poésie anglaise, mais non absente de celle de Keats, elle représente ici une particularité structurelle importante : ainsi, au vers 35 se rencontre « Already with thee! tender is the night », où le {{{1}}} d'Al'ready se retrouve dans 'tender, et le ɪ de with dans is. De même, le vers 41, « I can'not see what flowers are at my feet » répète le ə de can'not, ici prononcé avec la tonique sur la deuxième syllabe, la première devenant faible, dans le At (ət), et le iː de see dans feet.

### Usage des pauses masculines
Autre trait stylistique, l'usage de la césure que Keats double ou triple assez souvent dans ses odes de 1819 (6 % selon Bate). L'Ode au Rossignol en offre une illustration éloquente au vers 45 « The grass, the thicket, and the fruit-tree wild » avec trois pauses dites « masculines » (après une syllabe accentuée). Cette technique est rendue plus facile par le fait que le vocabulaire écarte les mots polysyllabiques d'origine latine, précédemment usuels chez Keats, au profit des vocables saxons plus courts et plus drus, commençant par des sons consonantiques, plus particulièrement « p », « b », « v » qui occupent une place centrale dans la première strophe en formant une syzygie — combinaison de deux pieds métriques en une seule unité, ce qui ressemble à l'élision —. Ici se produit aussi un effet allitératif puisqu’il s'agit de consonnes répétées, même lorsqu'elles n'interviennent pas au début de chaque mot, ce qui a pour effet d'enrichir la musicalité du texte.

### Mètre prosodique
Quant au mètre, Keats favorise le spondée pour la majorité de ses odes de 1819, et pour un peu plus de 8 % des vers de L'Ode à un rossignol, notamment au vers 12.
| /      | ˘ | /    | /   | ˘  | ˘   | /    | /    | ˘  | /     |
| Cool'd | a | long | âge | in | the | deep | delv | ed | earth |

et au vers 25 :
| ˘     | /    | ˘ | /      | ˘ | /    | /    | /     | /    | /     |
| Where | pals | y | shakes | a | few, | sad, | last, | gray | hairs |

D'après Walter Jackson Bate, l'utilisation du spondée du vers 31 au vers 34 crée l'impression d'un vol lent et dans la dernière strophe, leur échelonnement évoque les rebonds du vol d'un oiseau.

## Accueil
Le poème est bien accueilli par les critiques contemporains de Keats qui le citent régulièrement dans leurs comptes rendus.

### Critiques contemporaines
L'une d'elles, publiée anonymement en août et octobre 1820 dans The Scots Magazine comporte la mention suivante : « Parmi les poèmes mineurs, notre préférence va à l'Ode à un rossignol que nous serions enclins à placer en tête de tous les poèmes du recueil ; mais laissons le lecteur en juger. La troisième et la septième strophes ont pour nous un charme inexplicable. Nous avons lu et relu cette ode et à chaque fois grandissait notre ravissement ».
Au même moment, Leigh Hunt publie les 2 et 9 août 1820 un compte rendu très flatteur dans The Indicator : « Comme échantillon des Poèmes, écrit-il, qui sont tous lyriques, nous nous faisons un plaisir de citer entièrement l'Ode à un rossignol. S'y trouvent un mélange de réelle mélancolie suivi d'un soulagement issu de l'imagination, que la poésie nous présente dans sa coupe enchantée (charmed cup), pourtant jugée néfaste par quelques critiques épris de raison jusqu'à l'irrationalité parce qu'elle s'éloigne du réel. Ils n'ont pas compris que ce qui n'est pas vrai pour eux, l'est peut-être pour d'autres. Si le soulagement est effectif, le mélange est bon et suffit à son office ».
John Scott, quant à lui, voit dans l'ode un exemple parfait de l'importance poétique de Keats ; son compte rendu, publié anonymement dans London Magazine de septembre 1820, dénonce l'injustice dont les poètes contemporains sont parfois victimes et choisit un passage de l'Ode à un rossignol pour illustrer son propos, ajoutant : « c'est clair, noble, pathétique et vrai […] et les échos de ce chant s'attardent dans les profondeurs de l'être humain ». Autre point de vue plus personnel, le 31 janvier 1835, John Hunt écrit dans le London Journal que l'ode porte le reflet du pressentiment qu'a le poète d'être atteint d'une maladie mortelle ; et pour conclure, David Moir commente l'Ode au rossignol au regard de la Veille de la Sainte-Agnès et s'il trouve que le premier poème possède « un pouvoir descriptif voluptueusement riche et original, les vers suivants, issus de l'Ode à un rossignol, coulent d'une fontaine d'inspiration autrement plus profonde ».
À la fin du XIXe siècle, l'analyse de Robert Bridges se démarque des jugements de valeur précédents et propose de nouvelles orientations critiques qui vont influencer les interprétations à venir. Son point de vue, exprimé en 1895, est que si l'ode est sans contexte la meilleure de celles qu'a composées Keats, il n'en demeure pas moins qu'elle contient un surplus de langage qu'il juge artificiel, et à cet égard, il se penche sur l'usage du mot forlorn (« délaissé, dépité, abandonné ») et sur les deux dernières strophes,. Dans son Two Odes of Keats, paru en 1897, William C. Wilkinson trouve l'Ode à un rossignol viciée par l'abondance des méditations qu'il juge incohérentes, ce qui prive l'ensemble d'une ligne logique susceptible de permettre au lecteur de comprendre la relation qu'entretient le poète avec l'oiseau. Au contraire, Herbert Grierson est d'avis que l'ode — à égalité avec l'Ode à l'automne — dépasse toutes les autres par la rigueur logique de son déroulement, ce qui lui permet, entre autres, de répondre avec pertinence à l'ensemble des questions qu'elles posent.

### Critiques duXXesiècle
Au début du XXe siècle, Rudyard Kipling, se référant aux vers 69 et 70 de l'Ode à un rossignol : 
Charm'd magic casements, opening on the foam

Of perilous seas, in faery lands forlorn.
ainsi qu'à cinq vers du Kubla Khan de Coleridge :
But oh! that deep romantic chasm which slanted

Down the green hill athwart a cedarn cover!

A savage place! as holy and enchanted

As e’er beneath a waning moon was haunted

By woman wailing for her demon-lover!
écrit : « Ils sont la magie même. Ils sont la vision en soi. Le reste n'est que poésie. » En 1906, Alexander Mackie met l'accent sur l'importance des oiseaux tels que le rossignol ou l'alouette, spécialement encensés dans l'ode de Keats et l'Ode à une alouette de Shelley, alors que ni l'un ni l'autre des deux poètes ne possède la moindre notion ornithologique. Douze ans plus tard, Sidney Colvin affirme que le génie de Keats atteint dans l'Ode à un rossignol son apogée : « Imagination à la fois riche et satisfaisante, bonheur de l'expression et du rythme poussé à l'absolu ».
Reprenant le point de vue de Robert Bridges, W. H. Garrod est d'avis que le problème principal du poème consiste en ce que l'accent est mis sur le rythme et le langage plutôt que sur ses idées. Quant à Maurice Ridley, il souligne dès 1933 l'importance des quatrième et septième strophes, toutes deux amorçant un mouvement de bascule dans le poème et, de plus, occupant une place de choix dans la poésie romantique en général. Il ajoute à propos de la septième : « Je ne crois pas qu'aucun lecteur ayant vu Keats travailler sur la plus délicatement tournée des strophes de La veille de la Sainte Agnès et contemplé cet artisan en train d'élaborer et de polir lentement son ouvrage, puisse un jour penser que cette strophe parfaite fut écrite avec l'aisance que suggère le brouillon dont nous disposons ».
Dans un essai écrit en 1938, Cleanth Brooks et Robert Penn Warren soulignent « la richesse de l'ode, et aussi certaines de ses complexités qu'il convient de ne pas négliger pour aborder le poème en profondeur et sonder la véritable signification de ses thèmes ». Plus tard, Brooks, s'inscrivant en faux contre nombre des détracteurs de l'ode, met en exergue son unité thématique,.
En 1953, Richard Fogle s'oppose à Garrod et Gerard qui reprochent au poème la primauté de la forme sur le fond. Comme Brooks, il en relève la cohérence, et rappelle que le poète-narrateur n'est pas forcément le poète-auteur. D'où des passages délibérés d'un thème à l'autre et de brusques contrastes visant à représenter la souffrance ressentie lorsque le monde réel se voit comparé au monde idéal. Fogle s'adresse également aux « critiques de F. R. Leavis qu'il trouve trop austères, mais il reconnaît à leur auteur une qualité, celle d'avoir montré que la profusion et la prodigalité de Keats demeurent sous le sceau d'un principe de sobriété ». Cela dit, il est possible, d'après O'Rourke, que les prises de position de Fogle représentent une réaction de défense du romantisme en tant que groupe, tendant à justifier que, tant sur le plan de la pensée que celui des aptitudes poétiques, le mouvement mérite entièrement le respect. Toujours en 1953, Wasserman conclut que l'Ode à un rossignol est de tous les poèmes de Keats, celui qui aura le plus agité le monde critique et que le phénomène est loin d'avoir pris fin.

### Autres critiques
En 1957, E. C. Pettet revient sur l'importance supposée du mot forlorn (« triste, seul, abandonné »), preuve, selon lui, de cette carence de structure formelle déjà dénoncée. Pour autant, sa critique est loin être totalement négative, comme en témoigne cette déclaration : « L'Ode à un rossignol est particulièrement intéressante en cela que la majorité d'entre nous la considère sans doute comme le plus représentatif des poèmes de Keats. Deux raisons à ce fait : l'évocation inégalable de la fin du printemps et du début de l'été […] et son exceptionnel degré de décantation, de souvenirs concentrés ».
L'usage de l'adjectif forlorn, si contesté, se voit réhabilité par David Perkins qui le juge parfaitement adapté au sentiment ressenti par le poète au moment précis où il comprend qu'il lui est impossible de vivre dans le monde de l'imaginaire. Pour lui, l'ode est la tentative d'exploration d'un symbole, celui du rossignol, qu'elle expose avec ses avantages, mais aussi ses limites. En 1963, après avoir comparé l'ode avec le reste de la poésie anglaise, Bate affirme que l'Ode à un rossignol est l'un des plus grands poèmes jamais écrits en anglais et le seul avoir été composé aussi rapidement. Cinq ans plus tard, Robert Gittings, abondant dans le même sens, considère l'Ode à un rossignol et l'Ode sur une urne grecque comme les œuvres les plus accomplies de Keats.
À partir des années 1960, plusieurs critiques de l'École de Yale décrivent le poème comme une nouvelle mouture du langage poétique (poetic diction) de Milton, mais ils ajoutent que l'élève ne saurait, tant s'en faut, dépasser le maître. Harold Bloom (1965), Leslie Brisman (1973), Paul Fry (1980), John Hollander (1981) et Cynthia Chase (1985) considèrent tous qu'en effet, Milton est le géniteur de l'ode, ce qui évacue à leurs yeux l'influence de Shakespeare, pourtant à l'origine de plusieurs tours de phrases dûment identifiés. En réponse à cette théorie réductrice, R. S. White (1981) et Willard Spiegelman (1983) soutiennent, en se penchant sur l'exemple shakespearien, qu'en réalité les sources sont multiples et que l'ode est un poème pleinement original,. Plus précisément, Spiegelman assure que s'y retrouvent la saveur et la maturité du Songe d'une nuit d'été, ce que confirme Jonathan Bate en précisant que Keats « s'enrichit de la voix de Shakespeare, l'« oiseau immortel » ».
En 1973, Stuart Sperry considère que l'évasion vers l'imaginaire face aux limites de la condition humaine s'exprime pleinement dans la phrase A'way! a'way! for 'I will 'fly to 'thee, construite sur le rythme d'une envolée et même de battements d'ailes, impression que renforce la parfaite facture iambique (u – / u – / u – / u – / u –).
En 1985, Wolf Hirst exprime son accord avec les éloges précédents et ajoute qu'après cet envol réussi du poète dans le chant éternel du rossignol, son retour au monde réel devient d'autant plus bouleversant. En revanche, Helen Vendler prétend que le poème est artificiel et explique qu'il s'agit vraisemblablement d'un essai esthétique spontané et plus tard abandonné à soi-même,.
En 1998, James O'Rourke revient sur le mot forlorn (« perdu », « abandonné ») et souligne que « sa répétition demeure, en raison de la violence polémique qu'elle génère chez les critiques, l'un des mystères de la poésie anglaise ».
Enfin, Andrew Motion relève l'importance des idées de John Dryden et de William Hazlitt dans l'ode de Keats qui, selon lui, définit la poésie comme un passage de la conscience personnelle à la conscience de l'humanité souffrante.

## Dans la culture
Le romancier américain F. Scott Fitzgerald extrait le titre de son livre Tendre est la nuit (Tender is the Night) de l'ode de Keats.
Selon Ildikó de Papp Carrington, les mots de Keats « when, sick for home, / She stood in tears amid the alien corn » trouvent un écho dans la conclusion de Save the Reaper de Alice Munro (1998) : « Eve would lie down [...] with nothing in her head but the rustle of the deep tall corn which might have stopped growing now but still made its live noise after dark ».
Le groupe hollandais The Black Atlantic prend en 2012 le nom de Darkling I listen EP d'après le début du vers 51.
Darkling I Listen est également le titre d'un roman de Katherine Sutcliffe, publié en 2001.
L'ode est citée dans le premier chapitre de Full Moon de P. G. Wodehouse (1947) de façon ironique : « Coming here? Freddie?'. A numbness seemed to be paining his sense, as though of hemlock he had drunk ».
Dans l'un des épisodes de la série télévisuelle Penny Dreadful, Lucifer apparaît devant Vanessa Ives pour la tenter et au cours de la conversation lui récite l'ode de Keats.

#### Traductions en français
- (fr + en) Albert Laffay (Albert Laffay, traduction, préface et notes), Keats, Selected Poems, Poèmes choisis, Paris, Aubier-Flammarion, coll. « Bilingue Aubier », 1968, 375 p., p. 303, 306.
- John Keats (trad. Alain Suied), Les Odes : Suivi de Dame sans Merci et La Vigile de la Sainte-Agnès, Orbey, Éditions Arfuyen, coll. « Neige », 2009, 142 p., 22,5 (ISBN 978-2845901377).
- « Ode to a Nightingale (traduction) » (consulté le 26 juillet 2018).
- « Ode to a Nightingale (traduction) » (consulté le 26 juillet 2018).
- « Ode to a Nightingale, strophe 6 (traduction) » (consulté le 26 juillet 2018).

#### Ouvrages et articles
- (en) Jonathan Bate, Shakespeare and the English Romantic Imagination [« Shakespeare et l’imagination romantique »], Oxford, Clarendon Press, 1986, 292 p. (ISBN 0-19-812848-7).
- (en) W. J. Bate, The Stylistic Development of Keats [« Développement stylistique de Keats »], New York, Humanities Press, 1962, 234 p.
- (en) W. J. Bate, John Keats, Cambridge, Mass., Belknap Press of Harvard University Press, 1963, 732 p. (ISBN 0-8262-0713-8).
- (en) Harold Bloom, The Visionary Company [« L’œil et la vision »], Ithaca, Cornell University Press, 1993 (ISBN 0801491177).
- (en) Robert Bridges, « Introduction », dans The Complete Poems of John Keats, Digireads.com Publishing, 2016, 456 p., 25 cm (ISBN 9781420951844)
- (en) Cleanth Brooks (Jack Stillinger, éditeur scientifique) et R. P.  Warren, « The Ode to a Nightingale », dans Keats's Odes, Englewood, NJ, Prentice-Hall, 1968, 122 p., p. 44–47.
- (en) Sidney Colvin, John Keats, Londres, Macmillan, 1920 (ISBN 1402147910, OCLC 257603790).
- (en) Sidney Colvin, John Keats: His Life and Poetry, His Friends, Critics and After-Fame [« John Keats, sa vie et son œuvre, ses amis, critiques et sa postérité »], Adamant Media Corporation, 2007, 20,3 cm (ISBN 1-113-43548-8)
- (en) Walter Evert, Aesthetics and Myth in the Poetry of Keats [« Esthétique et mythe dans la poésie de Keats »], Princeton, Princeton University Press, 1965.
- (en) Claude Finney, The Evolution of Keats's Poetry, II [« L’Évolution de la poésie de Keats, II »], Cambridge, Mass., Harvard University Press, 1936.
- (en) Richard Fogle et Jack Stillinger, « Keats's Ode to a Nightingale », dans Keats's Odes, Prentice-Hall, 1968, p. 33-43.
- (en) Robert Gittings, The odes of Keats and their earliest known manuscripts, Kent, Ohio, Kent State University Press, 1970 (ISBN 978-0873380997)
- (en) Robert Gittings, John Keats, Londres, Heinemann, 1968 (ISBN 0-14-005114-7).
- (en) H. W. Garrod (H. W. Garrod, éditeur scientifique), The Poetical Works of John Keats, vol. VIII, 1902
- (en) H. J. C. Grierson, Lyrical Poetry from Blake to Hardy’ [« Poésie lyrique de Blake à Hardy »], Londres, L. & Virginia Woolf, 1928.
- (en) Albert Guerard Jr., Prometheus and the Aeolian Lyre [« Prométhée et la lyre éolienne »], New York, Viking Press, 1944.
- (en) Timothy Hilton, Keats and His World [« Keats et son univers »], New York, Viking Press, 1971 (ISBN 0670411965).
- (en) Wolf Hirst, John Keats, Boston, Twayne, 1961 (ISBN 0-8057-6821-1).
- (en) F. R. Leavis, Revaluation, Londres, Chatto and Windus, 1936 (ISBN 0-8371-8297-2).
- (en) Alexander Mackie, Nature Knowledge in Modern Poetry, New York, Longmans-Green & Company, 1906 (OCLC 494286564).
- (en) G. M. Matthews, Keats, the Critical Heritage [« Keats, l’héritage critique »], New York, Barnes and Nobles, 1971 (ISBN 0-415-13447-1).
- (en) Andrew Motion, Keats, Chicago, University of Chicago Press, 1999 (ISBN 1-84391-077-2).
- (en) James O'Rourke, Keats's Odes, Gainesville, University of Florida Press, 1998 (ISBN 0-8130-1590-1).
- (en) David Perkins, The Quest for Permanence: The Symbolism of Wordsworth, Shelley, and Keats [« La Quête de la permanence : le symbolisme de Wordsworth, Shelley et Keats »], Cambridge, Mass., Harvard University Press, 1959.
- (en) E. C. Pettit, On the Poetry of Keats [« De la poésie de Keats »], Cambridge, Cambridge University Press, 1957.
- (en) David Perkins (Walter Jackson Bate), « The Ode to a Nightingale », dans Keats: A Collection of Critical Essays, Englewood, NJ, Prentice-Hall, 1964, p. 103–112.
- (en) Maurice Ridley, Keats' Craftsmanship [« Le Savoir-faire de Keats »], Oxford, Clarendon, 1933 (OCLC 1842818).
- (en) Stuart Sperry, Keats the Poet [« Keats, le poète »], Princeton, Princeton University Press, 1994 (ISBN 0-691-00089-1).
- (en) Willard Spiegelman, « Keats's 'Coming Muskrose' and Shakespeare's 'Profound Verdure » [« La rose musquée naissante de Keats et l’épaisse verdure de Shakespeare »], ELH, no 50,‎ 1983, p. 347–362.
- (en) Jack Stillinger (Robert Ryan, éditeur scientifique), « Multiple Readers, Multiple Texts, Multiple Keats », dans The Persistence of Poetry [« Lecteurs multiples, textes multiples, Keats multiples »], Amherst, University of Massachusetts Press, 1998.
- (en) Helen Vendler, The Odes of John Keats, Cambridge, Mass., Harvard University Press, 1983 (ISBN 0674630750).
- (en) Earl Wasserman, The Finer Tone, Baltimore, Johns Hopkins University Press, 1953 (ISBN 0-8018-0657-7).
- (en) R. S. White, « Shakespearean Music in Keats's Ode to a Nightingale » [« La musique shakespearienne dans l'Ode à un rossignol »], English, no 30,‎ 1981, p. 217–229.
- (en) William C. Wilkinson, Two Odes of Keats's [« Deux odes de Keats »], Bookman, 1916.
- (en) George Woods, English Poetry and Prose of the Romantic Movement [« La poésie et la prose anglaise du mouvement romantique »], Chicago, Scott, Foresman, 1916.

### Citations originales des commentateurs
1. ↑  « The principal stress of the poem is a struggle between ideal and actual: inclusive terms which, however, contain more particular antitheses of pleasure and pain, of imagination and common sense reason, of fullness and privation, of permanence and change, of nature and the human, of art and life, freedom and bondage, waking and dream[18] »
2. ↑  « We are dealing with a talent, indeed an entire approach to poetry, in which symbol, however necessary, may possibly not satisfy as the principal concern of poetry, any more than it could with Shakespeare, but is rather an element in the poetry and drama of human reactions[19] »
3. ↑  « longing not for art but a free reverie of any kind. The form of the poem is that of progression by association, so that the movement of feeling is at the mercy of words evoked by chance, such words as fade and forlorn, the very words that, like a bell, toll the dreamer back to his sole self[29] »
4. ↑  « But, of course, the nightingale is not thought to be literally dying. The point is that the deity or the nightingale can sing without dying. But, as the ode makes clear, man cannot—or at least not in a visionary way[31] »
5. ↑  « the inadequacy of the romantic escape from the world of reality to the world of ideal beauty[32] »
6. ↑  « the core of the poem is the search for the mystery, the unsuccessful quest for light within its darkness [and this] leads only to an increasing darkness, or a growing recognition of how impenetrable the mystery is to mortals[33] »
7. ↑  « Amongst the minor poems we prefer the 'Ode to the Nightingale.' Indeed, we are inclined to prefer it beyond every other poem in the book; but let the reader judge. The third and seventh stanzas have a charm for us which we should find it difficult to explain. We have read this ode over and over again, and every time with increased delight[45] »
8. ↑  « As a specimen of the Poems, which are all lyrical, we must indulge ourselves in quoting entire the 'Ode to a Nightingale'. There is that mixture in it of real melancholy and imaginative relief, which poetry alone presents us in her 'charmed cup,' and which some over-rational critics have undertaken to find wrong because it is not true. It does not follow that what is not true to them, is not true to others. If the relief is real, the mixture is good and sufficing[46] »
9. ↑  « it is distinct, noble, pathetic, and true: […] the echoes of the strain linger bout the depths of human bosoms[47] »
10. ↑  « We have here a specimen of descriptive power luxuriously rich and original ; but the following lines, coming from the Ode to a Nightingale flow from a far more profound fountain of inspiration[49] »
11. ↑  « These are the magic. These are the vision. The rest is but poetry[53] »
12. ↑  « Imagination cannot be more rich and satisfying, felicity of phrase and cadence cannot be more absolute[55] »
13. ↑  « I do not believe that any reader who has watched Keats at work on the more exquisitely finished of the stanzas in The Eve of St. Agnes, and seen this craftsman slowly elaborating and refining, will ever believe that this perfect stanza was achieved with the easy fluency with which, in the draft we have, it was obviously written down[57] »
14. ↑  « a very rich poem. It contains some complications which we must not gloss over if we are to appreciate the depth and significance of the issues engaged[58] »
15. ↑  I find Mr. Leavis too austere, but he points out a quality which Keats plainly sought for. His profusion and prodigality is, however, modified by a principle of sobriety[60]
16. ↑  « The Ode to a Nightingale has a special interest in that most of us would probably regard it as the most richly representative of all Keats’s poems. Two reasons for this quality are immediately apparent: there is its matchless evocation of that late spring and early summer season […] and there is its exceptional degree of 'distillation', of concentrated recollection[62] »
17. ↑  « The poem is richly saturated in Shakespeare, yet the assimilations are so profound that the Ode is finally original, and wholly Keatsian[65] »
18. ↑  « left enriched by the voice of Shakespeare, the 'immortal bird'[67] »
19. ↑  « Ode to a Nightingale is the supreme expression in all Keats's poetry of the impulse to imaginative escape that flies in the face of the knowledge of human limitation, the impulse fully expressed in 'Away! away! for I will fly to thee[68] »
20. ↑  « To judge from the volume, the variety, and the polemical force of the modern critical responses engendered, there have been few moments in English poetic history as baffling as Keats's repetition of the word "forlorn"[KO'R 2] »